# Norma Miller
Norma Adele Miller (New York-Harlem, 1919. december 2. – Fort Myers, Florida, 2019. május 5.) amerikai táncosnő, koreográfus, színésznő, komikus. A swing királynőjeként is emlegették.

## Életútja
Ötéves korában kezdett el táncolni és 12 éves korától lépett fel. Egyik táncpartnere volt Frankie Manning, aki szintén a lindy hop táncstílus kiválóságai közé tartozott. 1952 és 1968 között a Norma Miller Dancers és a Norma Miller and Her Jazzmen társulatát vezette. Számos könyvet írt. A Me & John Biffar: A Love Story John Biffar filmeshez fűződő kapcsolatáról szól, a Swing, Baby Swing! a swing fejlődését követi végig a 21. század elejéig, a Swingin' at the Savoy az önéletrajzi könyve.

## Könyvei
- Me & John Biffar: A Love Story
- Swing, Baby Swing!
- Swingin' at the Savoy

## Filmjei
- Botrány a turfon (A Day at the Races) (1937)
- Keep Punchin (1938)
- Ördögéknél (Hellzapoppin') (1941)
- Sanford and Son (1973–1974, tv-sorozat, három epizódban)
- Grady (1976, tv-film)
- Sparkle (1976)
- The Richard Pryor Special (1977)
- Sanford Arms (1977, tv-sorozat, egy epizódban)
- Vega$ (1979, tv-sorozat, egy epizódban)
- Malcolm X (1992)
- Captiva Island (1995)